# Rhaphidostegium mundemonense
Rhaphidostegium mundemonense là một loài Rêu trong họ Sematophyllaceae. Loài này được (Hampe) Kindb. miêu tả khoa học đầu tiên năm 1891.